# Vellinge distrikt
Vellinge distrikt är ett distrikt i Vellinge kommun och Skåne län. 
Distriktet ligger i och omkring Vellinge. 

## Tidigare administrativ tillhörighet
Distriktet inrättades 2016 och utgörs av socknen Vellinge i Vellinge kommun
Området motsvarar den omfattning Vellinge församling hade 1999/2000.